# Ambazac
Ambazac é uma comuna francesa na região administrativa da Nova Aquitânia, no departamento de Haute-Vienne. Estende-se por uma área de 57,83 km². Em 2010 a comuna tinha 5 704 habitantes (densidade: 98,6 hab./km²).